# 危险报警闪光灯
危险报警闪光灯，為汽車的一個重要燈號，主要用來表示車輛故障或發生事故。每一台汽車上都有此功能，駕駛按下中控台上的按鈕後（按鈕圖案通常為一個紅色空心三角形），汽車的兩個方向燈即會以一定速率同步閃爍 ，用以警示後車注意事故或故障。

## 参考文献

危险报警闪光灯按鈕圖案，規範於UNECE 121法規

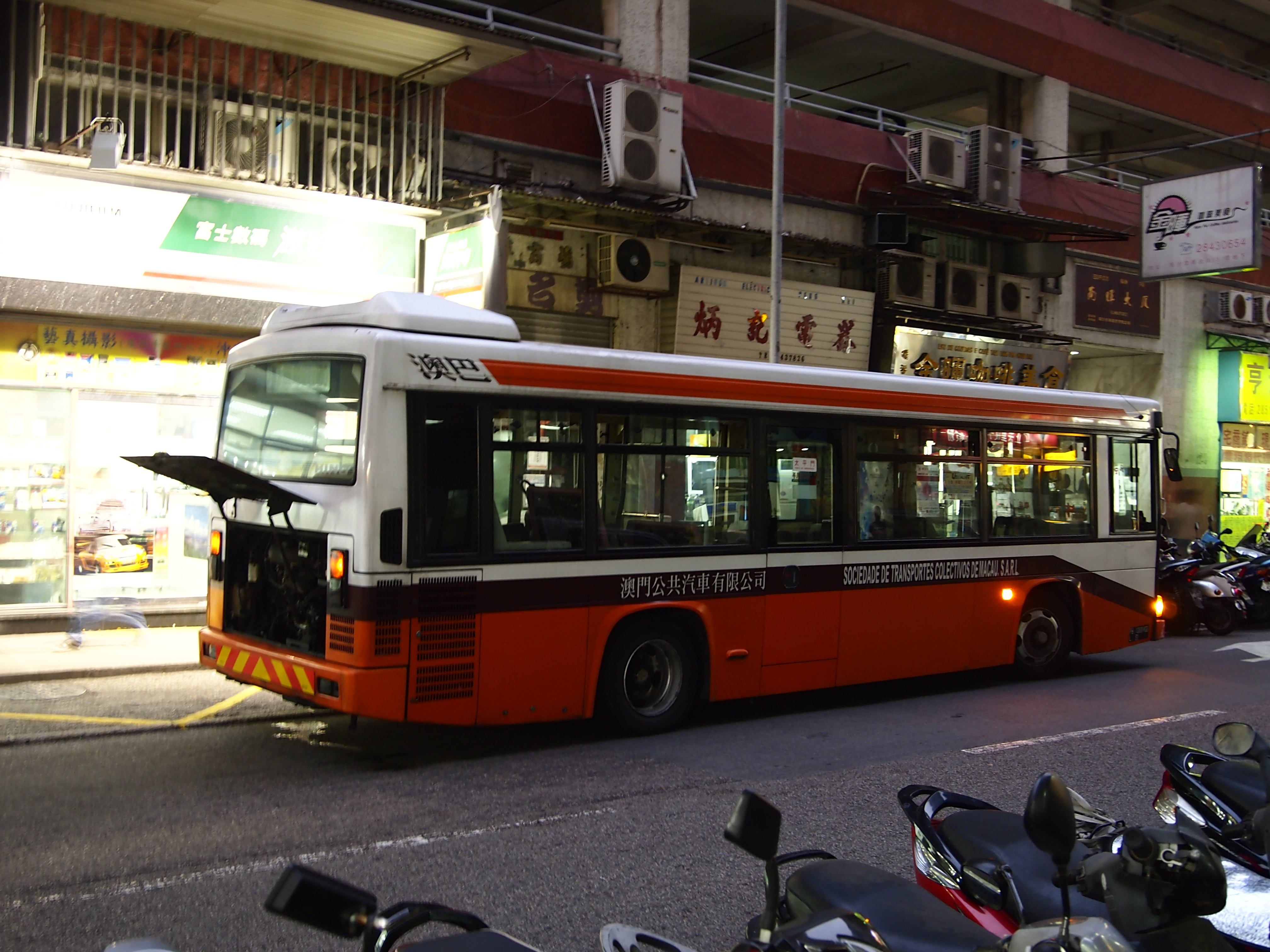
澳巴一部巴士故障